# Roewe i6
Roewe i6 — компактний седан, що виробляється компанією SAIC Motor під брендом Roewe.
i6 був представлений концептом Roewe Vision-R, який дебютував під час автосалону в Гуанчжоу в 2015 році.

## Roewe i6
Roewe i6 під кодовою назвою IP31 був представлений на автосалоні в Гуанчжоу в Китаї в 2016 році як новий седан Roewe сегмента C, який замінив застарілий Roewe 550 і мав спільну платформу з седаном MG 6 другого покоління. Це перша модель седана, яка використовує абсолютно нову філософію дизайну «Lv Dong», що означає злиття східної естетичної культури та західної дизайнерської дисципліни.

i6 доступний з двома двигунами: 1,0-літровим трициліндровим, що виробляє 125 к.с. (93 кВт), та 1,5 л турбо з потужністю 170 к.с. (130 кВт) . 

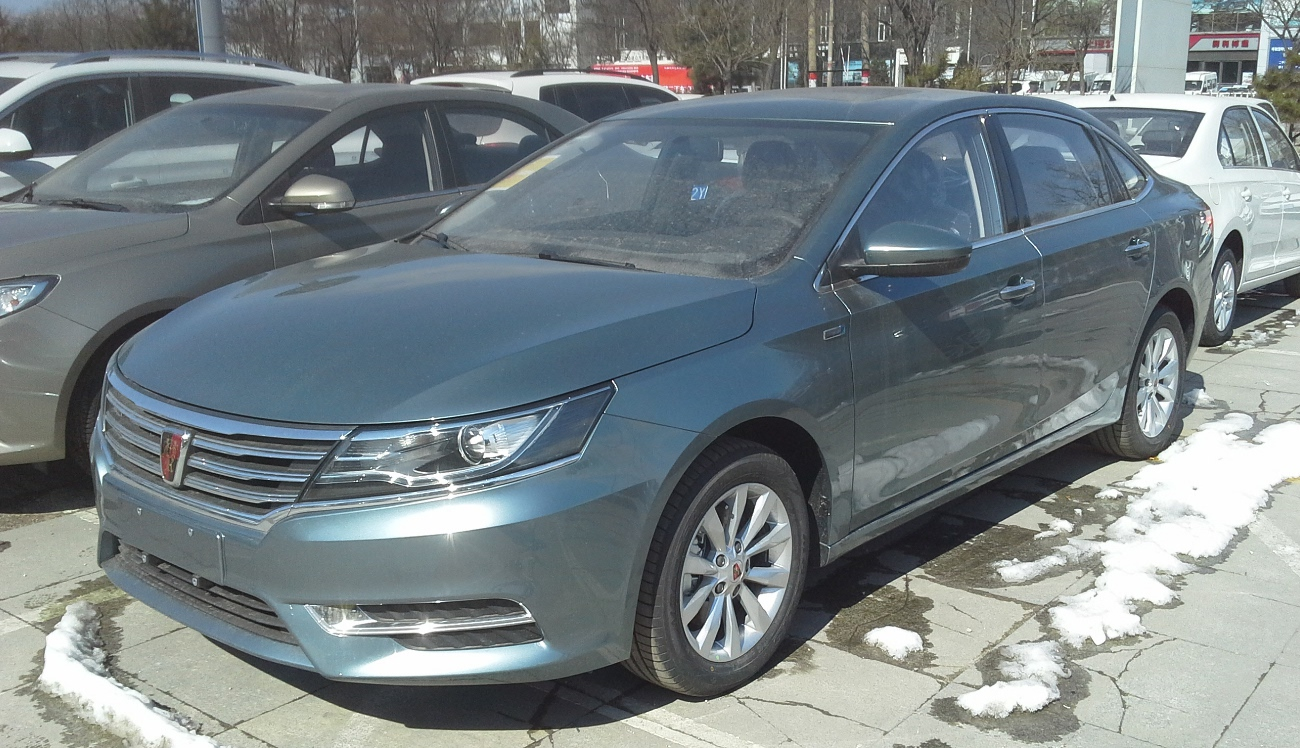
Roewe i6 (спереду). Модель початкового рівня з галогенними фарами та меншими 16-дюймовими колесами. Форма ДХО трохи відрізняється від моделі Highline.
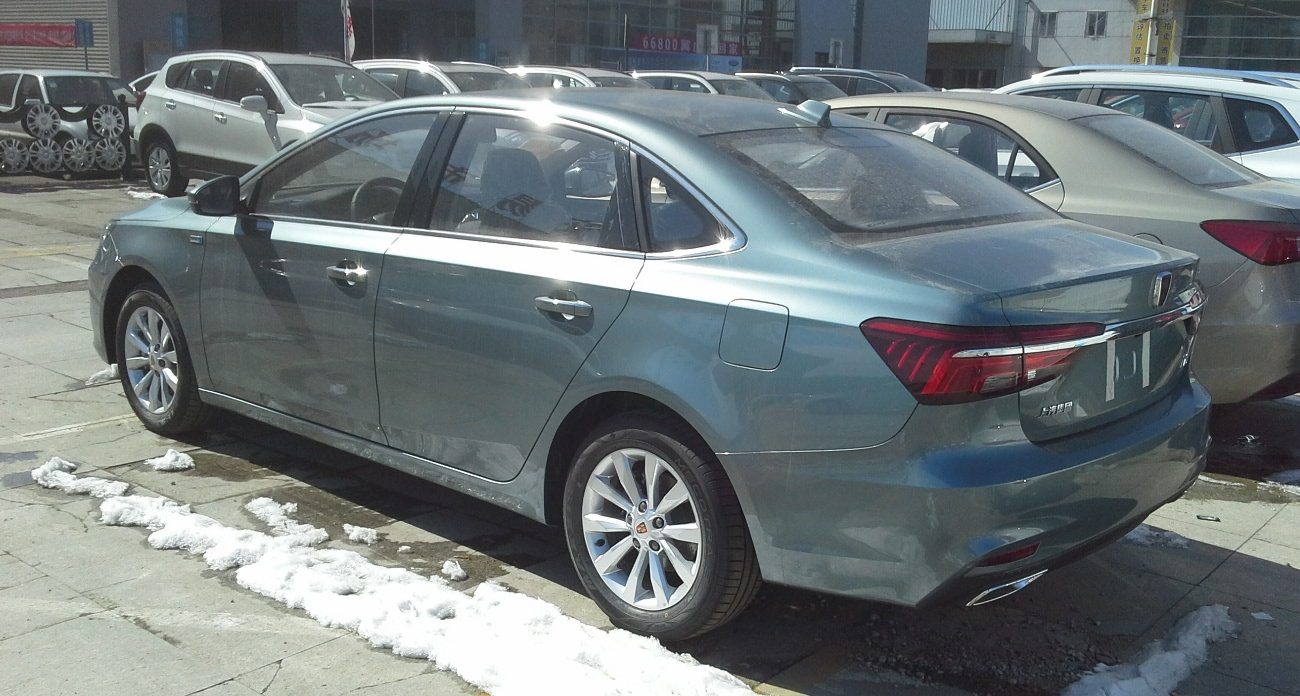
Roewe i6 (ззаду).

## Roewe ei6
Roewe ei6 під кодовою назвою IP34 є гібридним варіантом Roewe i6, який також був представлений на автосалоні в Гуанчжоу 2016 року в Китаї. Так само, як у Roewe RX5 та eRX5, основною відмінністю стилю є решітки. Бензинова версія i6 має дещо меншу решітку радіатора, тоді як гібридна ei6 матиме відносно більшу. ei6 має 228 к. с. (170 кВт; 231 PS) загалом, використовуючи 1.0 із додатковими 82 к. с. (61 кВт; 83 PS) від електродвигуна. 

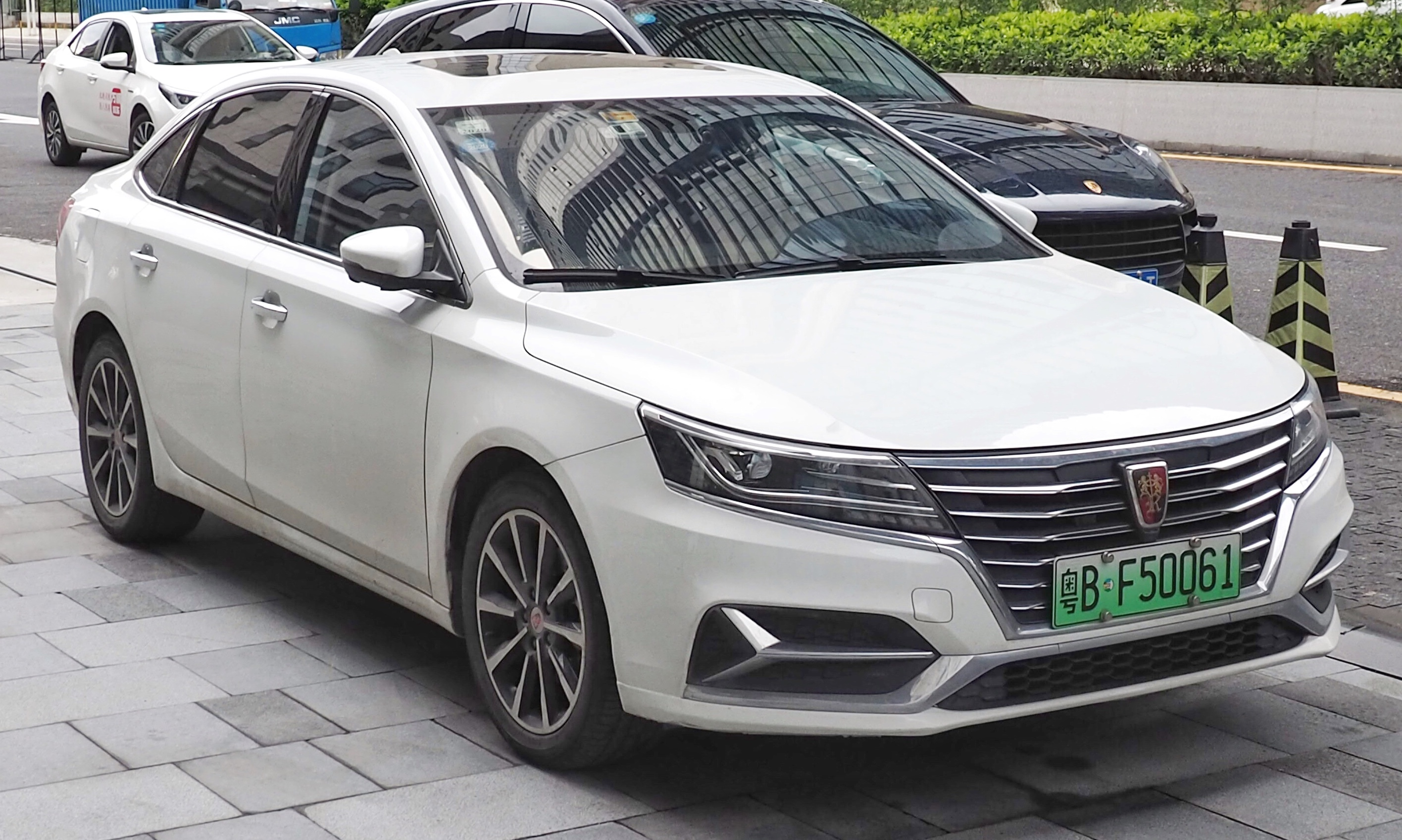
Roewe ei6 (вид спереду). Інший дизайн переднього бампера зі збільшеною передньою решіткою та гострішими хромованими деталями; світлодіодні фари такі ж, як на i6 Highline.

## Roewe i6 Max і Roewe ei6 Max
Roewe i6 Max і Roewe ei6 Max — це більші преміальні версії продуктів серії i6, випущених у 2020 році. Roewe i6 MAX – на 45 мм довший і на 29 мм вищий.  Він оснащений новими елементами дизайну передньої панелі, а також оновленим дизайном із крильовою решіткою Ronglin створює сильніше відчуття дизайну в оновленій лінійці продуктів Roewe. Оновлені фари об’єднані з решітками, що додатково збільшує візуальну ширину передньої панелі.
Roewe i6 MAX оснащено 1,5-літровим двигуном другого покоління Blue Core 300TGI із середнім циліндром і прямим уприскуванням із турбонаддувом від SAIC, який відповідає національним стандартам викидів VI. Двигун видає максимальну потужність 131 кВт (176 к.с.)  і максимальним крутним моментом 275 Нм. 7-ступінчаста автоматична коробка передач використовує першу в світі трикамерну незалежну технологію змащування.

Гібридний Roewe ei6 MAX оснащений 1,5-літровим двигуном другого покоління Blue Core 300TGI із циліндровим центральним прямим упорскуванням і турбонаддувом, а також 100 кВт  двигун високої потужності та 10-ступінчаста інтелектуальна електроприводна трансмісія EDU другого покоління, максимальний крутний момент 480 Нм, а акумулятор має чисто електричний діапазон водіння 70 км. Витрата палива 1,1 л на 100км.

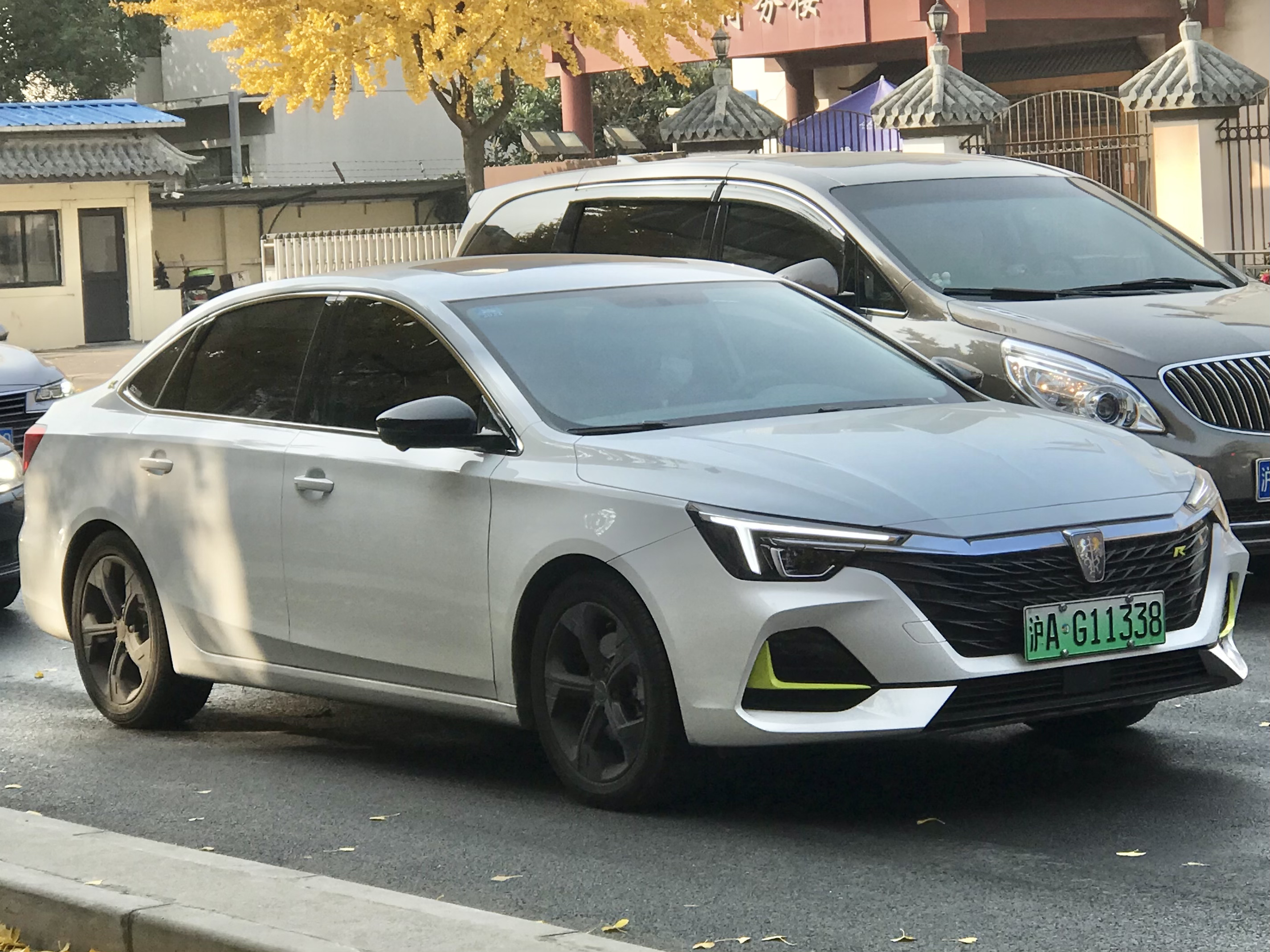
Roewe ei6 Max спереду
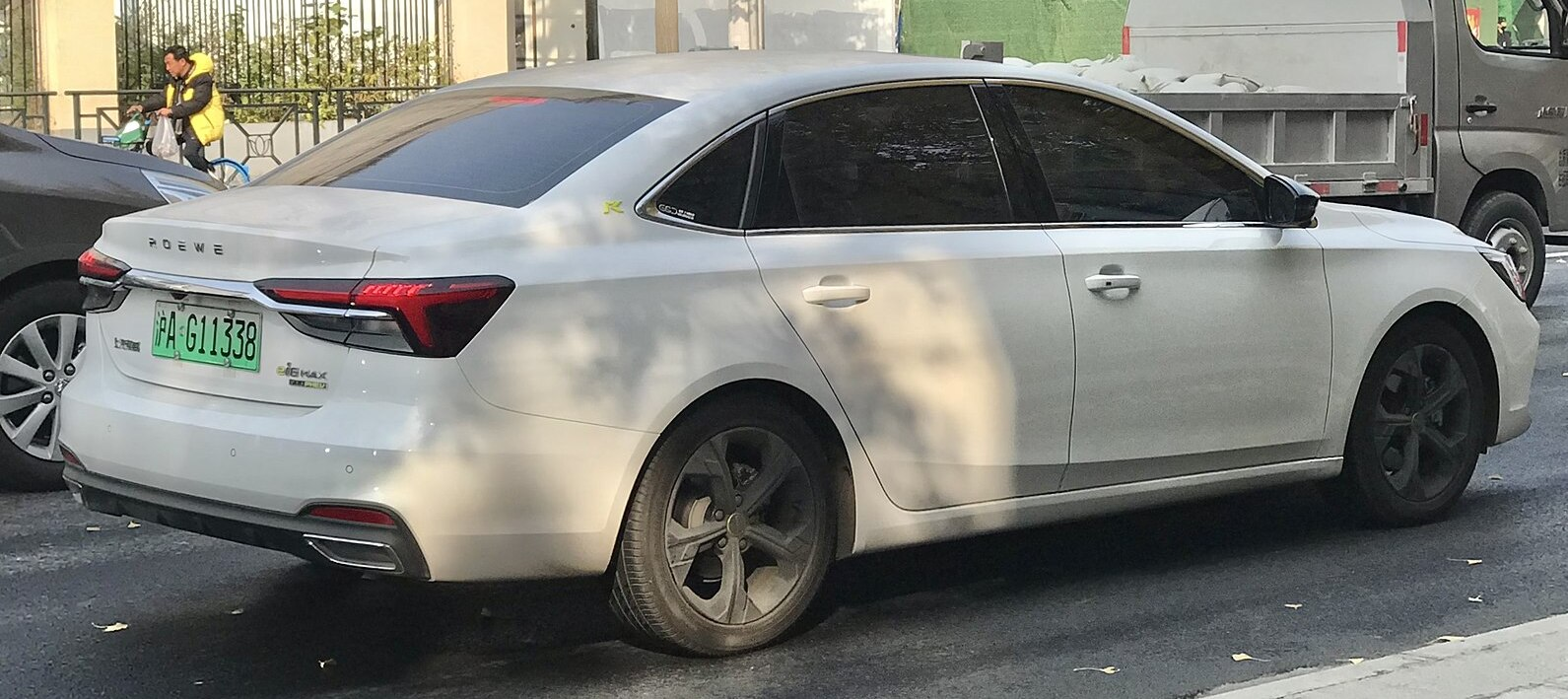
Roewe ei6 Max ззаду

## Rising Auto ER6
ER6 — це перший повністю електричний седан від бренду Roewe з нещодавно представленою емблемою «R». Rising Auto ER6 був офіційно представлений в Шанхаї у серпні 2020 року. Він пропонується в трьох різних версіях з офіційною ціною від 162 800 до 200 800 юанів (~23 443 – 28 915 доларів США) після субсидій.
Оскільки ER6 базується на Roewe i6, розміри схожі, з точно такою ж шириною та колісною базою, оновлений дизайн передньої та задньої частини призвело до нової довжини та висоти 4,724 мм і 1,493 мм відповідно.

Rising Auto ER6 працює від електродвигуна TZ204XS1152 виробництва компанії Huayu Automotive Electric System Co., Ltd., що виробляє 181 к.с (135 кВт). ER6 оснащений потрійним літій-іонним акумулятором, а споживання енергії за умов експлуатації NEDC становить 12,2 кВт-год/100 км, а запас ходу за NEDC досягає 620 кілометрів. 

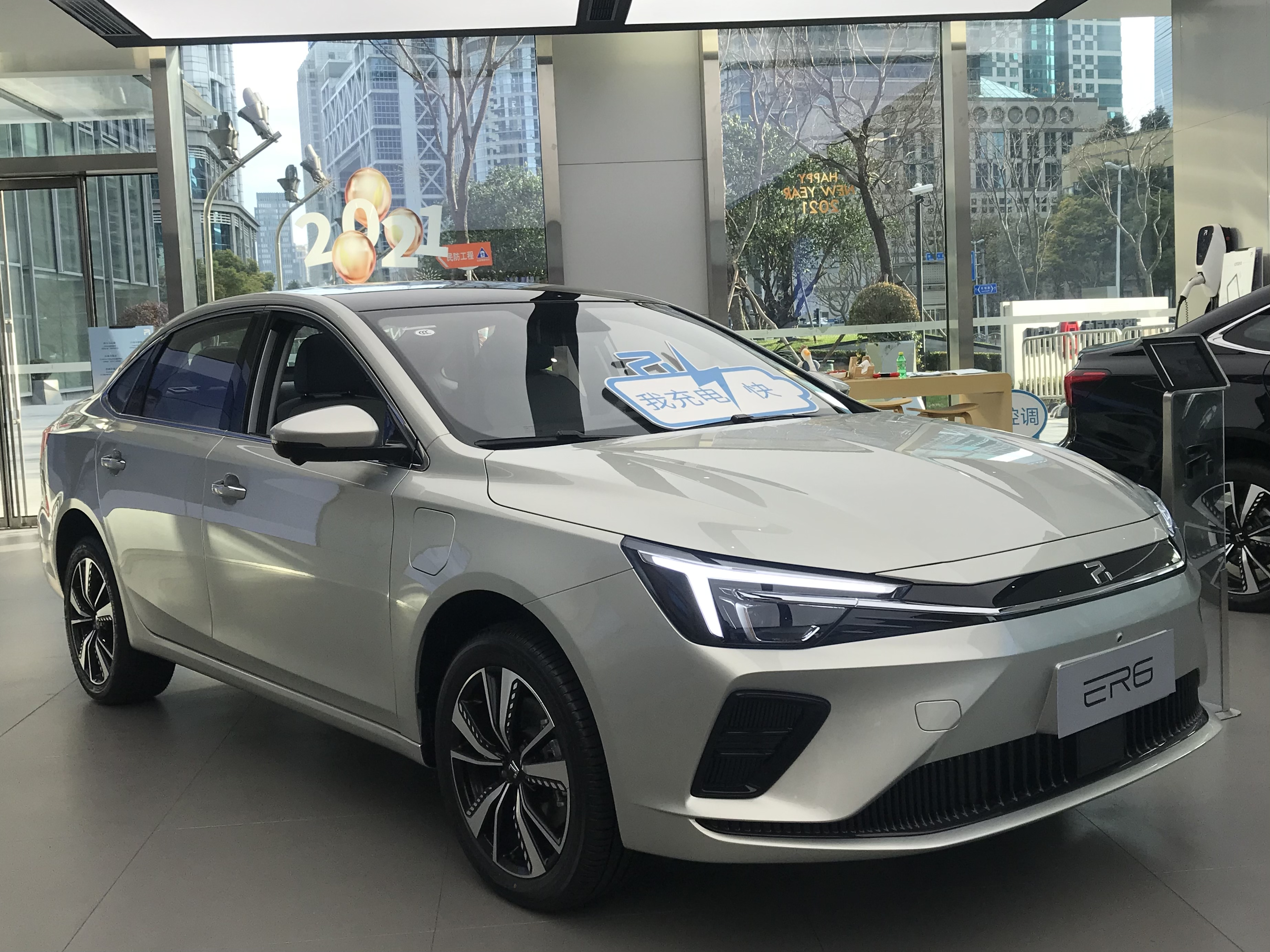
Rising Auto ER6 спереду
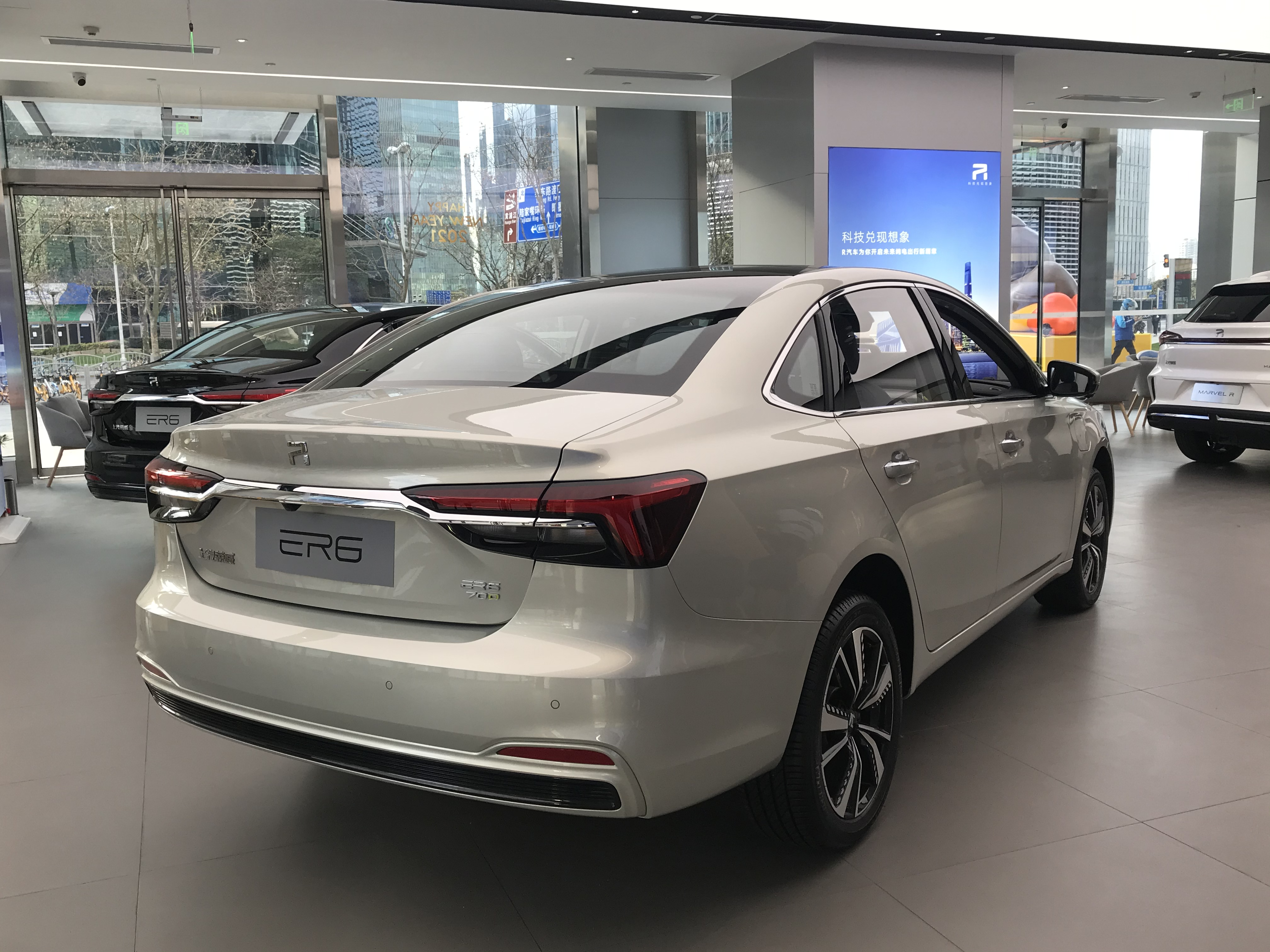
Висхідна задня панель Auto ER6